# Сант Сарасота (Флорида)
Сант Сарасота (енгл. South Sarasota) насељено је место без административног статуса у америчкој савезној држави Флорида.

## Демографија
По попису из 2010. године број становника је 4.950, што је 364 (-6,8%) становника мање него 2000. године.
| Група             | 2000.         | 2010.         |
| Белци             | 4.973 (93,6%) | 4.423 (89,4%) |
| Афроамериканци    | 21 (0,4%)     | 65 (1,3%)     |
| Азијати           | 62 (1,2%)     | 65 (1,3%)     |
| Хиспаноамериканци | 214 (4,0%)    | 317 (6,4%)    |
| Укупно            | 5.314         | 4.950         |